# The Testament of Ann Lee
The Testament of Ann Lee is een toekomstige Brits-Zweeds-Hongaarse muzikale historische dramafilm, geregisseerd, mede geschreven en geproduceerd door Mona Fastvold. De hoofdrollen worden vertolkt door Amanda Seyfried, Thomasin McKenzie, Lewis Pullman, Stacy Martin, Tim Blake Nelson, Christopher Abbott, Matthew Beard, Scott Handy, Jamie Bogyo, Viola Prettejohn en David Cale.

## Verhaal
De film is een epische fabel, losjes gebaseerd op het leven van Ann Lee, de oprichter en leider van de Shakers, een christelijke geloofsgemeenschap die in de 18e eeuw ontstond in Engeland en zich verder ontwikkelde in de destijds koloniale Verenigde Staten.

## Rolverdeling
| Acteur             | Personage |
| ------------------ | --------- |
| Amanda Seyfried    | Ann Lee   |
| Thomasin McKenzie  |           |
| Lewis Pullman      |           |
| Stacy Martin       |           |
| Tim Blake Nelson   |           |
| Christopher Abbott |           |
| Matthew Beard      |           |
| Scott Handy        |           |
| Jamie Bogyo        |           |
| Viola Prettejohn   |           |
| David Cale         |           |

## Productie
Mona Fastvold schreef het scenario samen met haar partner Brady Corbet. De film werd geproduceerd door Andrew Morrison (Kaplan Morrison), Joshua Horsfield (Intake Film), Viktoria Petranyi (Proton Cinema), Mona Fastvold, Brady Corbet en Mark Lampert (Proton Cinema), Klaudia Smieja-Rostworowska en Gregory Jankilevitsch (Mid March Media) en Lillian LaSalle (Mizzel Media). De uitvoerende producenten zijn Zelene Fowler en Michael Fowler (Mizzel Media), Kyle Stroud (Carte Blanche); Claude Amadeo, Randal Sandler, Michael D'Alto, Chris Triana en Adam Paulsen (First Gen), Saskia Duff (Intake Film); Tom Ogden, Chris Renteria en Oleg Nodelman. De coproducenten zijn Daniel Lägersten, Göta Film, Film i Väst en Maddie Browning.

### Filmopnames
De film, oorspronkelijk getiteld The Woman Clothed by the Sun, werd opgenomen op locatie in Boedapest. De opnames werden afgerond in december 2024. Een aantal scenes werden gefilmd binnen in de replica van het zeilschip "East Indiaman Götheborg" in Göteborg.
De film werd opgenomen op 70mm-film.

## Filmmuziek
De film bevat originele nummers van componist Daniel Blumberg. De choreografie was in handen van Celia Rowlson Hall.

## Release
The Testament of Ann Lee zal op 1 september 2025 in première gaan op het Filmfestival van Venetië in de competitie voor de Gouden Leeuw.

## Prijzen en nominaties
De belangrijkste:
| Jaar | Prijs                    | Categorie    | Genomineerde(n) | Uitslag       |
| ---- | ------------------------ | ------------ | --------------- | ------------- |
| 2025 | Filmfestival van Venetië | Gouden Leeuw | Mona Fastvold   | In afwachting |